# Grímsey
Grímsey è una piccola isola a nord della costa settentrionale dell'Islanda, situata sul circolo polare artico (unico territorio islandese ad esserne attraversato). Per il resto dello Stato, il circolo polare sfiora solo le propaggini islandesi più a nord senza mai toccarle, arrivando alla distanza di solo un chilometro e mezzo dal promontorio di Rifstangi, nel nord est dell'isola.
L'isola dispone di un osservatorio meteorologico automatico dal 2005. Tuttavia esistono dati meteorologici dal 1949.

## Descrizione
L'isola si estende su una superficie di 5,3 km² e ospita l'insediamento più settentrionale di tutta l'Islanda.
Grímsey dista 40 km dalla costa, e il lembo di terra più prossimo a essa è l'isola di Flatey, a 39,4 km di distanza. L'isola, un tempo comune autonomo, nel 2009 è stata unita ad Akureyri e rientra nella contea di Eyjafjarðarsýsla.
Il 25 aprile 2009 si sono svolte a Grímsey e Akureyri le elezioni per la fusione dei due comuni, che è stata approvata dalla maggioranza dei voti in entrambe le sedi. Al tempo dell'accorpamento dei due comuni, dal censimento effettuato risultavano vivere sull'isola 92 persone, che sono diventate 61 nel 2019. L'unico insediamento abitato dell'isola è Sandvík.

### Clima
A causa delle acque molto miti della Corrente Nord-Atlantica che partono dal Golfo del Messico, anche l'isola è mitigata seppur si trovi molto a Nord, sul Circolo. 
Il clima si può definire della tundra a causa della temperatura massima giornaliera che non supera i 12°C (ET). La temperatura massima record per l'isola è 22,2°C del 25 luglio 1955. Il giorno 10 novembre 2024 a causa di insolite masse d'aria calde in risalita da Sud-Ovest ed accentuati da forti venti dalla stessa direzione, come in altre zone del Nord-Est Islanda si sono battuti record assoluti mensili; a Grímsey con 18°C alle 13:00 si sono battuti i 12,8°C del 19 novembre 1999 di oltre +5°C. 
| GRÍMSEY (1981-2010)   | Mesi         | Mesi         | Mesi         | Mesi         | Mesi        | Mesi             | Mesi        | Mesi        | Mesi        | Mesi        | Mesi         | Mesi         | Stagioni | Stagioni | Stagioni | Stagioni | Anno  |
| GRÍMSEY (1981-2010)   | Gen          | Feb          | Mar          | Apr          | Mag         | Giu              | Lug         | Ago         | Set         | Ott         | Nov          | Dic          | Inv      | Pri      | Est      | Aut      | Anno  |
| --------------------- | ------------ | ------------ | ------------ | ------------ | ----------- | ---------------- | ----------- | ----------- | ----------- | ----------- | ------------ | ------------ | -------- | -------- | -------- | -------- | ----- |
| T. max. media (°C)    | 2,1          | 1,2          | 1,2          | 2,4          | 6,0         | 8,8              | 10,8        | 11,0        | 8,6         | 5,1         | 3,5          | 2,6          | 2,0      | 3,2      | 10,2     | 5,7      | 5,3   |
| T. media (°C)         | 0            | −1           | −0,9         | 0,5          | 3,8         | 6,5              | 8,6         | 8,9         | 6,6         | 3,3         | 1,6          | 0,4          | −0,2     | 1,1      | 8,0      | 3,8      | 3,2   |
| T. min. media (°C)    | −2,1         | −3,2         | −2,9         | −1,4         | 1,5         | 4,2              | 6,4         | 6,7         | 4,5         | 1,5         | −0,3         | −1,8         | −2,4     | −0,9     | 5,8      | 1,9      | 1,1   |
| T. max. assoluta (°C) | 10,6 (1992)  | 11,0 (1997)  | 13,0 (1996)  | 15,7 (2007)  | 18,4 (1992) | 18,9 (1949/1953) | 22,2 (1955) | 19,3 (2012) | 20,8 (2010) | 14,3 (2006) | 12,8 (1999)  | 18,0 (1988)  | 18,0     | 18,4     | 22,2     | 20,8     | 22,2  |
| T. min. assoluta (°C) | −15,6 (1993) | −14,6 (1998) | −17,2 (1954) | −15,0 (1953) | −8,9 (1955) | −2,8 (1952/1956) | 0,7 (1995)  | −3,9 (1956) | −3,1 (1994) | −6,8 (1996) | −12,2 (1955) | −12,3 (1995) | −15,6    | −17,2    | −3,9     | −12,2    | −17,2 |
| Precipitazioni (mm)   | 120          | 86           | 90           | 107          | 78          | 60               | 50          | 76          | 73          | 111         | 147          | 122          | 328      | 275      | 186      | 331      | 1 120 |
| Giorni di pioggia     | 13           | 11           | 11           | 13           | 11          | 7                | 7           | 8           | 8           | 11          | 13           | 12           | 36       | 35       | 22       | 32       | 125   |

Medie storiche in riferimento agli anni 1981-2010 con i record delle temperature dal 1949.
Dati aggiornati a ottobre 2024 per gli estremi della temperatura.

## Spostamento del circolo polare artico
Il circolo polare artico attraversa attualmente l'isola e costituisce un'interessante attrazione per i turisti, soprattutto perché tutta la rimanente parte dell'Islanda è posizionata a sud di questa linea.
Tuttavia, a causa delle oscillazioni dell'asse terrestre, il parallelo che rappresenta il circolo polare artico si sposta verso nord di circa 14,5 metri all'anno; il valore preciso di questo spostamento varia sensibilmente di anno in anno, a causa della complessità del moto oscillatorio dell'asse terrestre.
All'inizio del XXI secolo la posizione reale del circolo polare artico è già vicina all'estremità settentrionale di Grímsey ed i calcoli indicano che attorno alla metà del secolo non passerà più attraverso il territorio dell'isola.
Questo movimento è ben conosciuto e già rilevato nei secoli scorsi. Gli indicatori geografici che segnavano la posizione del punto di passaggio del circolo erano già stati spostati verso nord nel 1717, 1817 e nel 1917. Originalmente fu anche costruito un piccolo monumento al circolo polare artico posto in una posizione che convenzionalmente serviva da indicatore geografico. Nel 2017 è stato posizionato un nuovo monumento, che comprende una sfera del peso di otto tonnellate, per indicare la nuova posizione aggiornata dopo le più recenti misurazioni.

## Economia
La principale attività economica è la pesca.

## Infrastrutture e trasporti
Grímsey è collegata all'isola principale, più precisamente, al porto di Dalvík, tramite un traghetto. È anche presente un piccolo aeroporto (codice IATA GRY), attraverso il quale è possibile raggiungere l'isola per mezzo dei voli che la collegano ad Akureyri.

## Galleria d'immagini

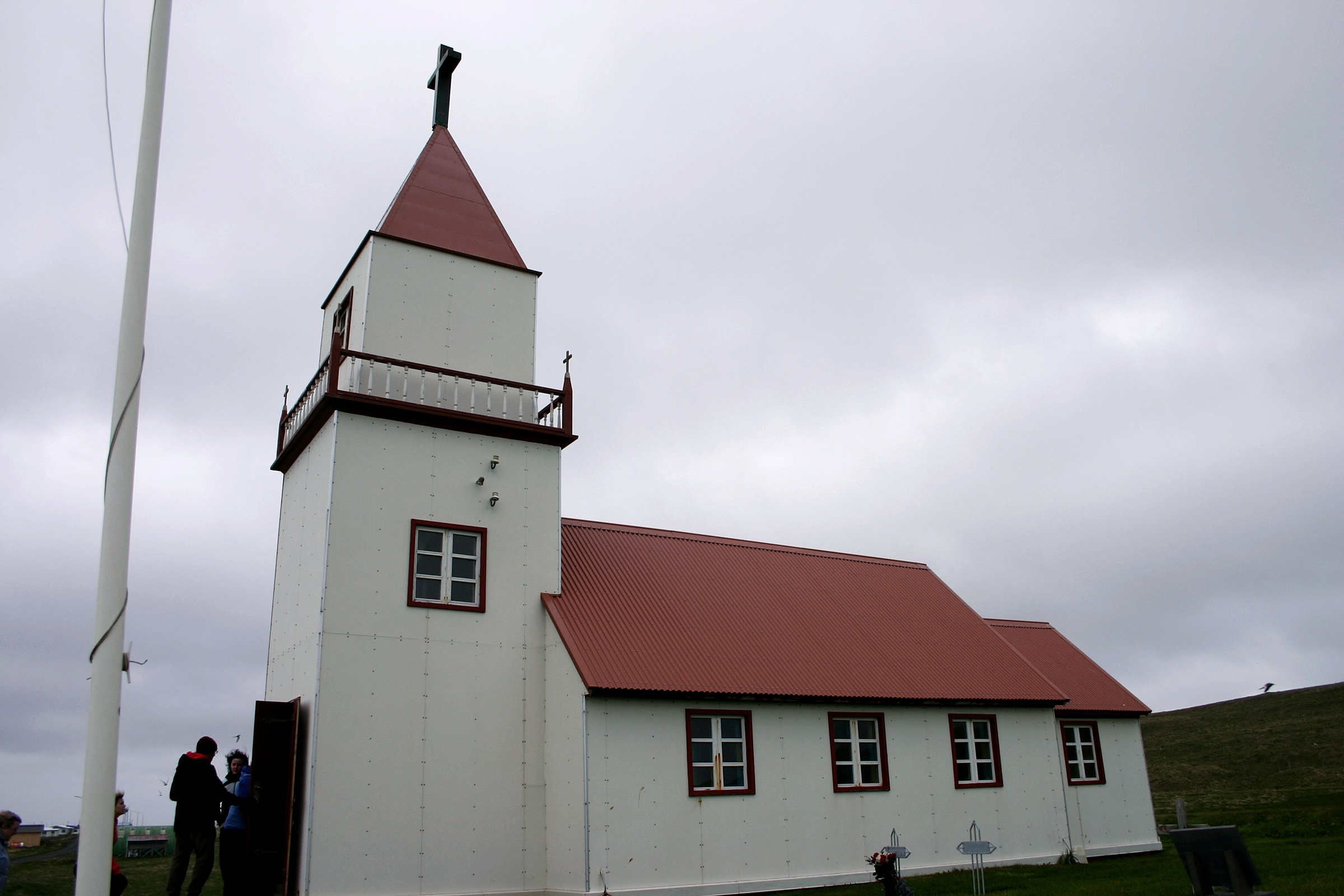
Chiesa di Grímsey
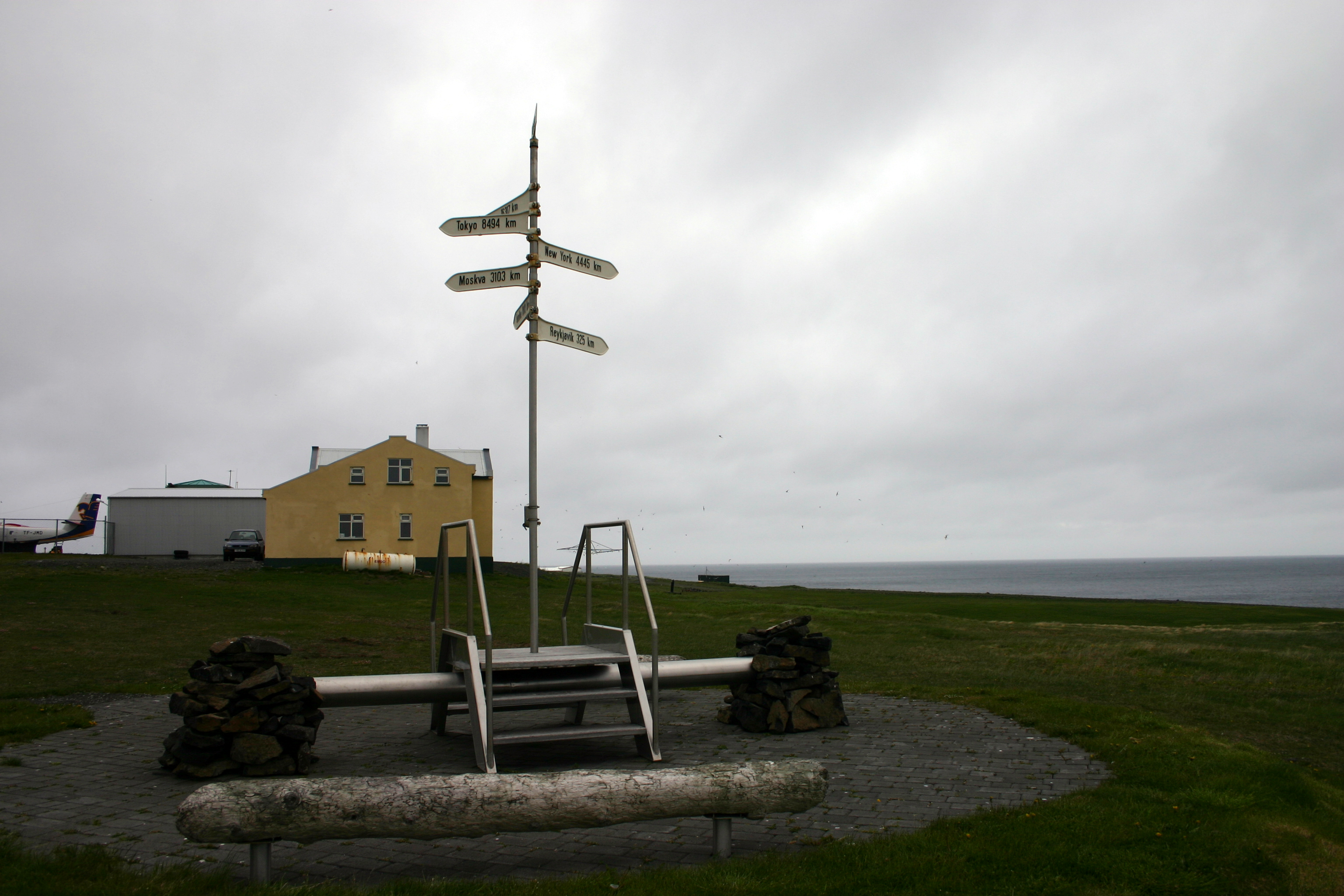
Vecchio pannello che indica dove passava il circolo polare artico